# Atasu-Talsperre
Die Atasu-Talsperre (türkisch Atasu Barajı) ist eine Talsperre am Galyan Deresi, einem rechten Nebenfluss des Değirmendere, in der Provinz Trabzon im Norden der Türkei. 
Die 20 km südlich der Provinzhauptstadt Trabzon gelegene Atasu-Talsperre wurde in den Jahren 1998–2012 als Steinschüttdamm mit wasserseitiger Beton-Abdichtung errichtet.
Sie dient der Trinkwasserversorgung und der Energieerzeugung.
Der Staudamm hat eine Höhe von 116 m und besitzt ein Volumen von 4,65 Mio. m³. 
Der zugehörige Stausee bedeckt eine Fläche von 83 ha und besitzt ein Speichervolumen von 37,75 Mio. m³. 
Das Wasserkraftwerk der Atasu-Talsperre verfügt über eine installierte Leistung von 5 MW. Das Regelarbeitsvermögen liegt bei 27 GWh im Jahr.